# Kanton Aire-sur-l’Adour
Der Kanton Aire-sur-l’Adour war von 1790 bis 2015 ein französischer Wahlkreis im Arrondissement Mont-de-Marsan, im Département Landes und in der Region Aquitaine-Limousin-Poitou-Charentes.

## Geschichte
Der Kanton wurde am 4. März 1790 im Zuge der Einrichtung der Départements als Teil des damaligen „Distrikts Saint-Sever“ gegründet. Mit der Gründung der Arrondissements am 17. Februar 1800 wurde der Kanton Teil des neu zugeschnittenen damaligen Arrondissements Saint-Sever. Durch die Auflösung des Arrondissement Saint-Sever am 10. September 1926 wurde der Kanton im Arrondissement Mont-de-Marsan integriert.

## Gemeinden
| Gemeinde          | Einwohner Jahr | Fläche km² | Bevölkerungsdichte | Code INSEE | Postleitzahl |
| ----------------- | -------------- | ---------- | ------------------ | ---------- | ------------ |
| Aire-sur-l’Adour  | 6156 (2013)    | –          | – Einw./km²        | 40001      | 40800        |
| Bahus-Soubiran    | 405 (2013)     | –          | – Einw./km²        | 40022      | 40320        |
| Buanes            | 271 (2013)     | –          | – Einw./km²        | 40057      | 40320        |
| Classun           | 265 (2013)     | –          | – Einw./km²        | 40082      | 40320        |
| Duhort-Bachen     | 657 (2013)     | –          | – Einw./km²        | 40091      | 40800        |
| Eugénie-les-Bains | 436 (2013)     | –          | – Einw./km²        | 40097      | 40320        |
| Latrille          | 154 (2013)     | –          | – Einw./km²        | 40146      | 40800        |
| Renung            | 525 (2013)     | –          | – Einw./km²        | 40240      | 40270        |
| Saint-Agnet       | 199 (2013)     | –          | – Einw./km²        | 40247      | 40800        |
| Saint-Loubouer    | 439 (2013)     | –          | – Einw./km²        | 40270      | 40320        |
| Sarron            | 124 (2013)     | –          | – Einw./km²        | 40290      | 40800        |
| Vielle-Tursan     | 278 (2013)     | –          | – Einw./km²        | 40325      | 40320        |